# ديف كوب
ديف كوب (بالإنجليزية: Dave Cobb)‏ هو كاتب أغاني ومهندس الصوت ومنتج أسطوانات وشخصية أعمال أمريكي، ولد في 9 يوليو 1974 في سافانا في الولايات المتحدة.

## وصلات خارجية
- الموقع الرسمي
- ديف كوب على موقع ميوزك برينز (الإنجليزية)
- ديف كوب على موقع أول ميوزيك (الإنجليزية)
- ديف كوب على موقع ديسكوغز (الإنجليزية)